# Marcaoue
La Marcaoue est une rivière du sud de la France. C'est un affluent de la Gimone donc un sous-affluent de la Garonne.

## Géographie
De 36,4 km de longueur, la Marcaoue prend sa source sur la commune de Simorre, dans le Gers, et se jette dans la Gimone sur la commune de Touget.

## Départements et communes traversés
- Gers : Simorre, Sabaillan, Pellefigue, Gaujac, Mongausy, Saint-Martin-Gimois, Saint-Soulan, Polastron, Bézéril, Saint-André, Lahas, Montiron, Gimont, Escornebœuf, Touget.

## Principaux affluents
- Ruisseau de Lahas : 6 km
- Ruisseau d'en Béjon  : 5,5 km